# Áron Tyran
Áron Tyran (rumunsky Aron Tiranul, zemřel roku 1597 ve Vințu de Jos) byl kníže Moldavského knížectví od září 1591 do června 1592 a od 24. října 1592 do 3. května 1595. Byl synem knížete Alexandra IV. a nejprve na trůně vystřídal Petra Chromého, který se ho vzdal dobrovolně. Ve funkci Árona Tyrana nakonec nahradil Štěpán Răzvan, který se jako jeho vojevůdce stal v bojích proti Osmanské říši u vojáků i spojenců oblíbenějším.